# آرشي فيشر (مغني)
آرشي فيشر (بالإنجليزية: Archie Fisher)‏ هو عازف قيثارة ومغني وكاتب أغاني بريطاني، ولد في 23 أكتوبر 1939 في غلاسكو في المملكة المتحدة.

## وصلات خارجية
- آرشي فيشر على موقع IMDb (الإنجليزية)
- آرشي فيشر على موقع ميوزك برينز (الإنجليزية)
- آرشي فيشر على موقع ديسكوغز (الإنجليزية)
- آرشي فيشر على موقع كينوبويسك (الروسية)